# Rabo-de-palha
Phaethontidae é uma família de aves com apenas um género, Phaethon, onde se classificam as três espécies conhecidas de rabos-de-palha; tradicionalmente classificadas entre pelecaniformes, são hoje consideradas uma ordem própria, Phaethontiformes. Estas aves marinhas, essencialmente pelágicas, ocorrem nos Oceanos Pacífico, Atlântico e Índico em latitudes tropicais a subtropicais.
Os rabos-de-palha são aves de médio porte, pesando até 800 g e medindo 70 a 105 cm de comprimento, para 90–120 cm de envergadura de asas. As penas centrais da cauda (remiges) são extremamente longas e representam quase metade do comprimento total do animal. A plumagem é acetinada, de cor branca, com manchas pretas na zona superior das asas e na máscara em torno dos olhos. O bico pode ser laranja ou vermelho e é forte, ligeiramente recurvado e com bordos serrilhados. As patas são curtas e os pés, como em todos os pelecaniformes, são totipalmados com os quatro dedos unidos por uma membrana interdigital. Não há dimorfismo sexual significativo.
Os rabos-de-palha passam grande parte do seu tempo a voar sobre os oceanos e estão bem adaptados para planar. A sua alimentação faz-se à base de peixes, principalmente peixe-voadores (família Exocoetidae), lulas e crustáceos. Estas aves podem ser normalmente observadas voando aos pares sobre os oceanos tropicais, a 6-50 metros de altura da água. A captura das presas é feita por mergulhos picados.
Na época de reprodução, os rabos-de-palha reúnem-se em ilhas oceânicas remotas e nidificam em colónias numerosas. Os ninhos são construídos em penhascos, no solo, ou aproveitando troncos ocos de árvores. O casal, que se mantém junto todo o ano, realiza um ritual de acasalamento complexo, que inclui voos acrobáticos e vocalizações ruidosas. A fêmea coloca então um ovo, de cor acastanhada, que é incubado por ambos os membros do casal ao longo de 40-46 dias. As crias chocam com cerca de 20 g de peso e uma plumagem densa de cor cinzenta-prateada. Os juvenis são alimentados pelos pais durante cerca de três meses. A maturidade sexual é atingida por volta dos 2-3 anos e a esperança de vida está entre 16 a 30 anos.
O IUCN não considera nenhuma das três espécies de rabos-de-palha como ameaçada de extinção. As populações são, no entanto, sensíveis a perturbações de habitat e à introdução de espécies invasoras nos locais de nidificação, principalmente de roedores que atacam posturas e juvenis.
Os rabos-de-palha foram as primeiras aves pelecaniformes a surgir no registo fóssil. A primeira ocorrência conhecida do grupo é o Prophaethon, encontrada em formações do Eocénico de Inglaterra.

## Espécies
- Rabo-de-palha-de-bico-vermelho, Phaethon aethereus
- Rabo-de-palha-de-cauda-vermelha, Phaethon rubricauda
- Rabo-de-palha-de-bico-laranja, Phaethon lepturus